# Andrònic Camater
Andrònic Ducas Camater, en grec medieval Ἰωάννης Δούκας Καματηρός, en llatí Andronicus Camaterus) fou un noble i alt funcionari romà d'Orient, parent de l'emperador Manuel I Comnè (1143-1180). Va portar el títol de sebast i fou prefecte de la ciutat de Constantinoble i prefecte de la guàrdia imperial (praefectus vigilum).

## Família
Nascut probablement cap al 1110, Andrònic Camater era el fill de Gregori Camater, un home d'origen humil però amb bona educació, que va ocupar diversos càrrecs governamentals sota els emperadors Aleix I Comnè i Joan II Comnè, que va obtenir també el rang de sebast, i d'Irene Ducena, probablement filla del protoestrator Miquel Ducas. La germana d'Irene estava casada amb Aleix I. Andrònic tenia diversos germans, però a excepció d'un germà Miquel, que va morir jove, i possiblement un altre germà anomenat Teodor, per la mort del qual Joan Tzetzes va compondre un epitafi, es desconeixen majoritàriament. Joan Camater (logoteta) era probablement també el seu germà. Amb Andrònic i Joan, la família Camater va arribar al punt més alt de la seva influència.
Era un hàbil teòleg i va tenir un paper destacat en les relacions de Manuel I amb l'Església. Va publicar les discussions teològiques de Manuel I com una part del seu llibre Arsenal Sagrat, i el 1173 Manuel I li va encomanar l'aplicació d'un decret imperial que feia referència als bisbes absents. Va presentar també l'abat del Monestir de Sant Joan el Teòleg a Manuel. L'època de la seva mort es desconeix, però probablement va ser al voltant de 1180.
Andrònic Camater estava casat i va tenir diversos fills. Un d'ells, Basili Ducas Camater també va obtenir alts càrrec. De les seves dues filles conegudes, Teodora es va casar amb un Megadux, i l'altra, Eufrosina Ducena es va casar amb el futur emperador Aleix III Àngel (que va regnar entre el 1195 i el 1203).
Andrònic Camater tenia una gran cultura i mantenia tractes amb la majoria dels literats destacats del seu temps. Li van dedicar poemes Teodor Pròdrom i Gregori Antíoc, i va mantenir correspondència amb Jordi Tornikes, Eutimi Malakes, Teodor Balsamó i Joan Tzetzes, amb qui sembla haver estat "en termes íntims".

## Obres
Camater va escriure un epigrama sobre la processó de l'Esperit Sant, però és més conegut per la seva obra Arsenal Sagrat (Ἱερὰ Ὁπλοθήκη, Hiera Hoplothēkē), una "extensa exposició dogmàtica i teològica sobre diverses heretgies", feta a semblança de la Panòplia Dogmàtica (Πανοπλία δογματικὴ τῆς ὀρθοδόξου πίστεως) d'Eutimi Zigabè ampliada per incloure tractats contra els ensenyaments de l'Església catòlica romana i l'Església Apostòlica Armènia. L'obra li va ser encarregada per l'emperador Manuel i les seves dues parts consisteixen principalment en allò que Camater afirma que són les transcripcions de les disputes teològiques mantingudes per Manuel I amb enviats catòlics i armenis a Constantinoble. La composició de l'obra es pot datar entre els anys 1172 i 1174. L'Arsenal Sagrat va adquirir gran popularitat i era considerat com el "llibre més important que un teòleg ortodox podia llegir per enfrontar-se a l'Església romana", i va tenir gran prestigi per aquest propòsit fins al segle xv. Després del Concili de Lió el 1274, el patriarca partidari de la unió de les esglésies Joan XI de Constantinoble va escriure una refutació dels seus arguments teològics, però va lloar el seu llenguatge i el seu estil.